# Ramachandran Ramesh
Pour les articles homonymes, voir Ramesh.
Ramachandran Ramesh (aussi appelé R. B. Ramesh) est un grand maître international d'échecs indien né le 20 avril 1976 à Chennai (Inde). Ancien champion de Grande-Bretagne et du Commonwealth, il a cessé la compétition pour se consacrer à l'enseignement des échecs. Son classement Elo est de 2 472 depuis mai 2010. Son classement Elo record est de 2 507 points  en avril 2006. Il est en 2014 le 31e joueur indien.

## Biographie et carrière
Il gagne le Championnat d'échecs de Grande-Bretagne en 2002 et le Championnat du Commonwealth en 2007, cette dernière victoire surprenant dans un championnat où Surya Ganguly, Gawain Jones, Abhijit Kunte et Parimarjan Negi étaient donnés favoris. Il termine à égalité de points avec Surya Ganguly, mais le dépasse au départage.
Il est depuis 1998 entraineur de plusieurs joueurs indiens, seniors comme juniors. En 2008 il se retire de la compétition pour ouvrir à Channai une école d'échecs baptisée Chess Gurukul.
Il fait partie de l'équipe des commentateurs officiels du championnat du monde d'échecs 2013.
Il est marié à la grand maître féminin indien Aarthie Ramaswamy (en).